# Ricarda Ciontos
Ricarda Ciontos (* 28. Juni 1968 in Sibiu, Rumänien) ist eine rumänisch/deutsche Schauspielerin, Kuratorin, Projektmanagerin und seit 2005 Künstlerische Leiterin von NORDWIND Plattform und Festival in Berlin.

## Werdegang
Ciontos studierte von 1998 bis 2001 an der University of Music and Performing Arts in Saarbrücken. Währenddessen war sie am Theater an der Josefstadt in Wien engagiert. Danach folgten bis 2005 Engagements in Wien, Mannheim, Magdeburg und Berlin. Von 1996 bis 1998 war Ciontos zudem als Schauspielerin bei den Salzburger Festspielen tätig. Zwischen 2000 und 2005 hatte sie diverse Engagements in Wien, Berlin, Mannheim, Heidelberg, St. Alberg, Tiflis, Bukarest und Piatra Neamt. Sie arbeitete mit Regisseuren wie Gábor Tompa, Otar Egadze, Þorleifur Örn Arnarsson, Eberhard Köhler, Alexander Waechter, Andrei Serban und Vladimir Sorokin.
2005 rief sie das Nordwind Festival ins Leben.
Neben ihrer Tätigkeit als Kuratorin widmet sich Ciontos auch Lehrtätigkeiten wie 2015–2016 dem Lehrgang "Frauen in Führungspositionen" der Europa-Universität Viadrina in Frankfurt/Oder und dem PAP/Performing Arts Program/Mentoring Programm des Senats Berlin.
Seit 2016 ist sie assoziierte Produzentin für „Future Perfect Productions“, eine der größten Agenturen für zeitgenössische Kunst in New York City.
Sie unterrichtete unter anderem an der Universität Viadrina. Neben dem biennalen NORDWIND-Festival und einzelnen lokalen Projekten, die sich primär der Verschränkung von zivilgesellschaftlichen Initiativen und künstlerischen Produktionen widmen, arbeitet sie stets mit dem Ziel, internationale Partnerschaften zu initiieren; wie z. B. dem Projekt „Orpheus und Eurydike – The Orphic Cycles“ einer Koproduktion des Theaters Freiburg, Kampnagel Hamburg und der Iceland Dance Company, für welches sie das Rahmenprogramm kuratierte. 2022 ist ihre nächste Kooperation eine Zusammenarbeit des Future Perfect Creative Studio New York, Denis Semionov und Hellerau Dresden.
Ciontos spricht neben Rumänisch und Deutsch auch Englisch, Französisch und Italienisch.